# Escala mecànica

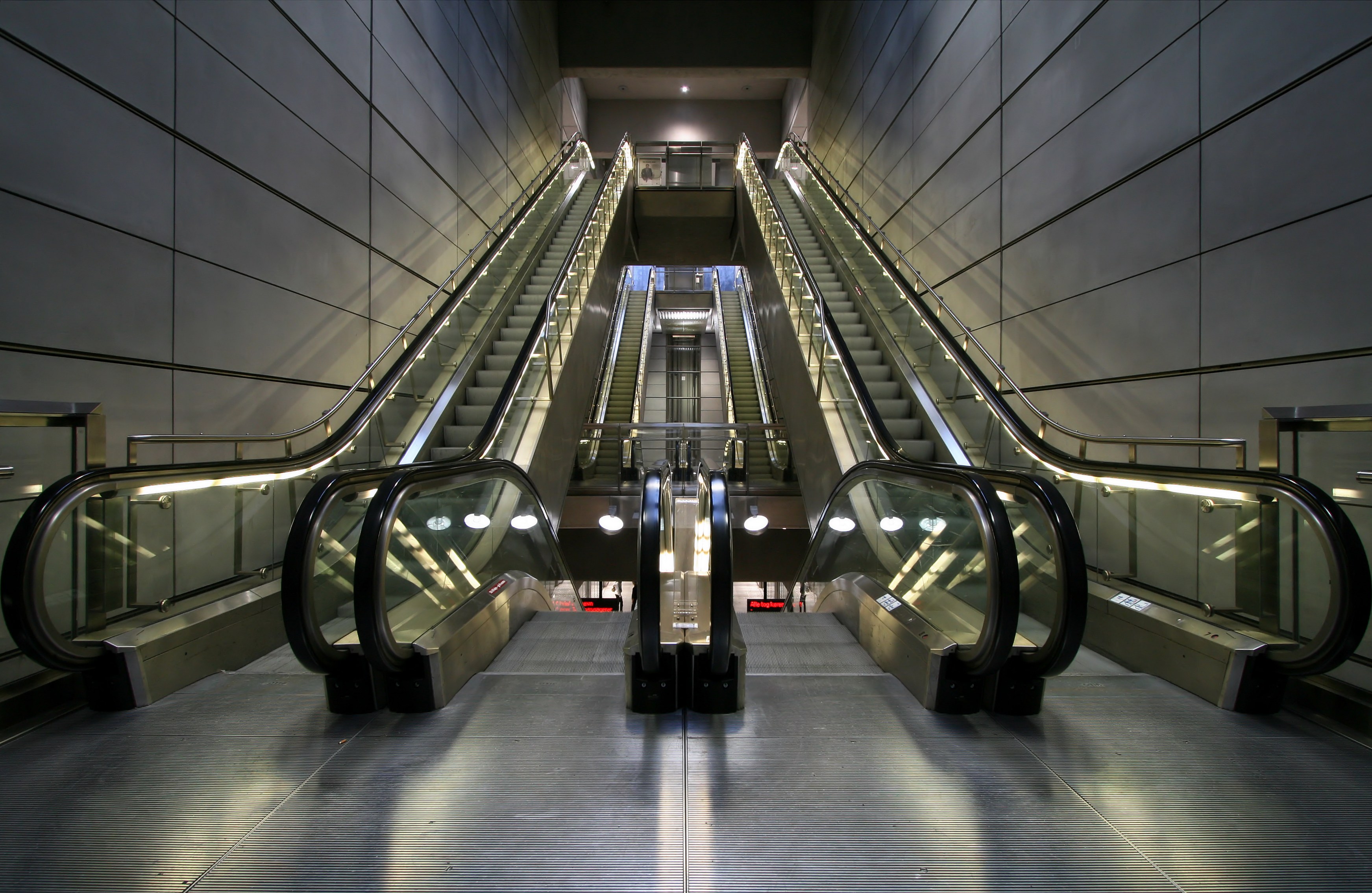
Escala mecànica al metro de Copenhaguen, Dinamarca.

Una escala mecànica o elèctrica és un dispositiu de transport que consisteix en una escala inclinada amb esglaons que es mouen cap amunt o cap avall mantenint la mateixa "geometria relativa" entre ells i també amb un passamà de cautxú mentre es mouen respecte al que els envolta. Són d'ús molt habitual en centres comercials, grans edificis, aeroports o estacions de tren i metro.
Les escales mecàniques són capaces de moure un gran nombre de persones, ja que no tenen interval d'espera, excepte quan hi ha molt de trànsit. Es poden utilitzar per guiar les persones cap a les sortides principals o cap a exposicions especials i poden ser resistents a la intempèrie, cosa que les fa aptes per a l'ús a l'exterior. Una escala mecànica fora de servei pot funcionar com a escala normal, mentre que molts altres mètodes de transport queden inutilitzats quan s'avarien o perden potència.

## Història
L'escala mecànica va ser inventada el 1897 per Jesse W. Reno a Nova York, als Estats Units. Charles Seeberg va desenvolupar encara més les idees de Wheeler, que, juntament amb l'Otis Elevator Company, va aprofitar les millors idees de Reno i de Seeberg. El resultat va ser la creació de l'escala mecànica moderna.
La primera escala mecànica permanent de Catalunya es va inaugurar el 1932 a l'estació d'Aragó del Gran Metro de Barcelona (actualment Passeig de Gràcia, a la línia 3). La mateixa escala havia estat anteriorment en servei a l'Exposició Internacional de Barcelona el 1929.  L'empresa SEPU va obrir successivament entre 1934 i 1936 tres grans magatzems a Barcelona, Madrid i Saragossa dotats d'escales mecàniques.

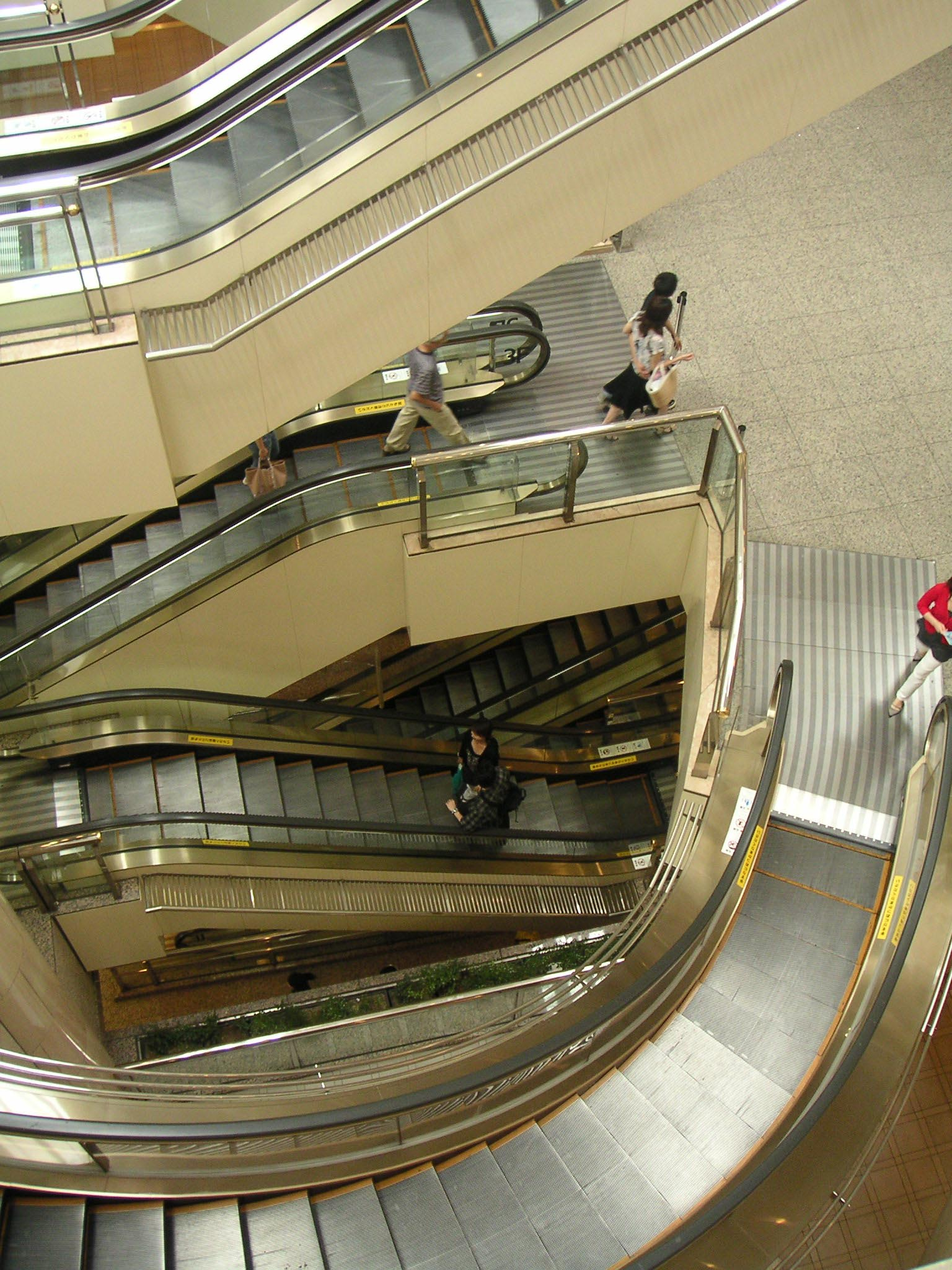
Conjunt d'escales mecàniques on en podem observar una de forma corba. Yokohama, Japó.

## Característiques
L'escala mecànica transporta les persones sense que s'hagin de moure, ja que els esglaons es mouen mecànicament. S'usen per transportar amb comoditat i ràpidament un gran nombre de persones entre els pisos d'un edifici, especialment en centres comercials, aeroports, intercanviadors de transport públic (metro, autobusos urbans), etc.
La direcció del moviment (cap amunt o cap avall) pot ser la mateixa permanentment o bé pot ser controlada per empleats d'acord amb l'horari del dia o automàticament; és a dir, que, si una persona arriba a l'escala mecànica aturada pel pis de sota, farà que l'escala es mogui cap amunt, i a l'inrevés. En aquest cas, el sistema està programat perquè el sentit del moviment de l'escala no es pugui revertir mentre una sèrie de sensors detectin que hi ha persones que l'estan fent servir.
Les normes de seguretat actuals són molt rigoroses per evitar accidents en l'ús d'aquestes màquines. Per minimitzar la possibilitat d'atrapaments, fonamentalment a la zona de passamans i en les sortides a l'exterior, els mecanismes de seguretat, en detectar presència de l'usuari, aturen de manera immediata el funcionament. També el disseny s'ha vist influït de manera progressiva per les mesures de seguretat i ja s'observen des de l'inici formes i mesures que eviten l'accessibilitat de les persones a zones de perill.
A Hong Kong hi ha el tram d'escales mecàniques a l'aire lliure més llarg del món, amb 800 metres de llarg i un ascensió de 135 metres. Es va instal·lar el 1994 i el fan servir 55.000 persones al dia.
El tram d'escales mecàniques més curt del món és al centre comercial Kawasaki More, al Japó. El llibre Guinness dels rècords ho va certificar el 1989, amb una alçada en vertical de 834 mil·límetres.

Pictograma de precaució amb les vores de l'escala.

## Seguretat

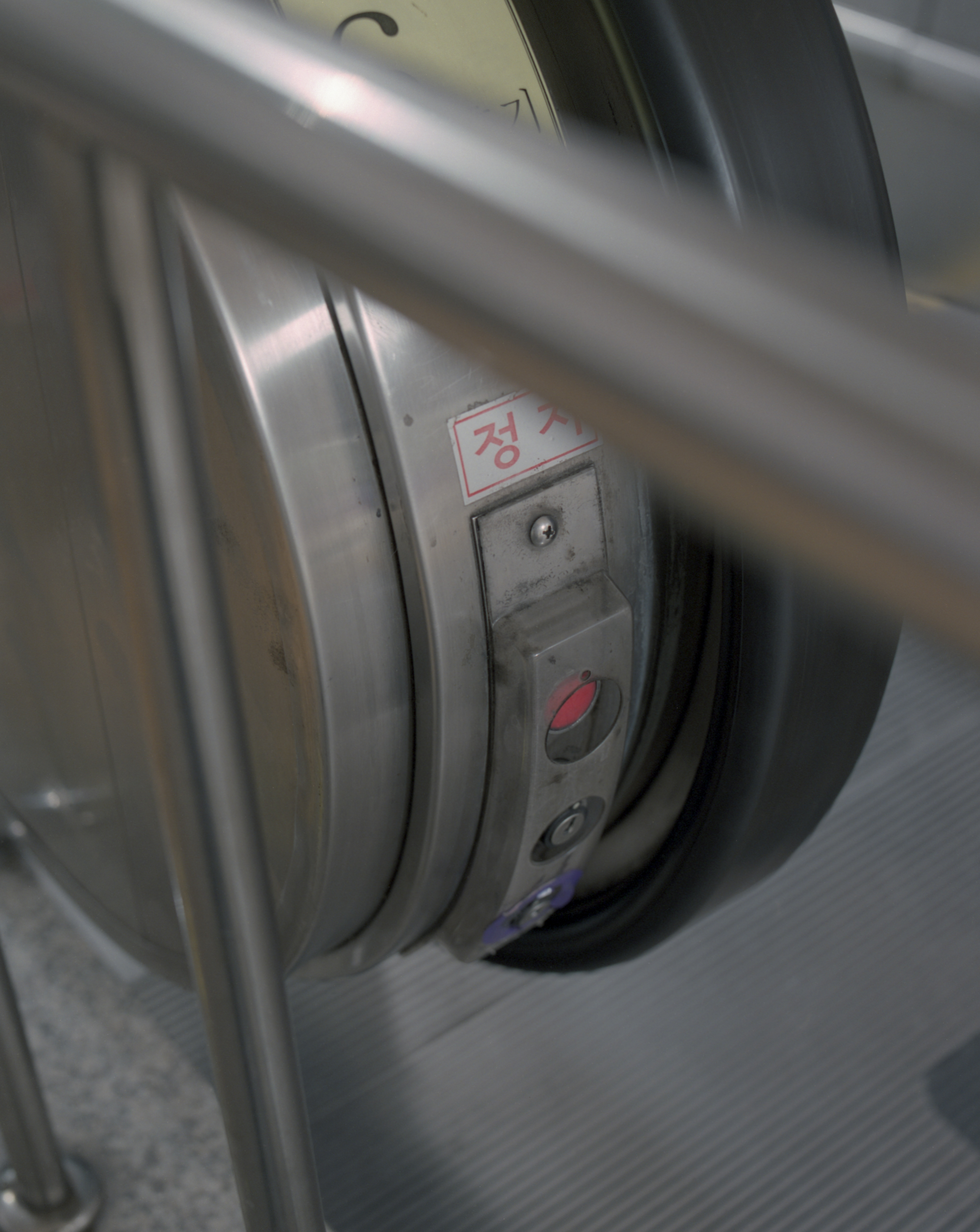
Botó de parada d'emergència de l'escala mecànica

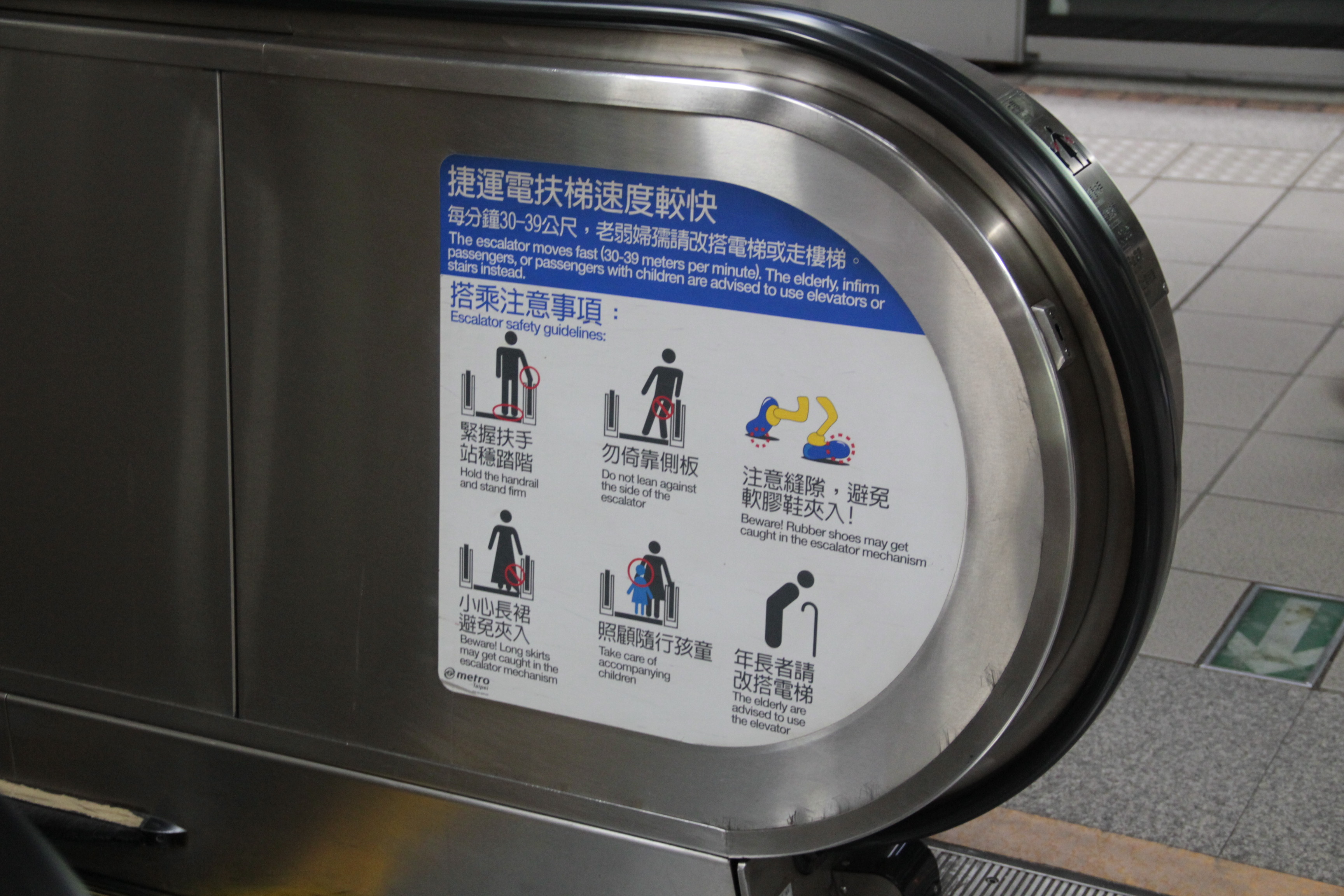
Directrius de seguretat de les escales mecàniques al metro de Taipei

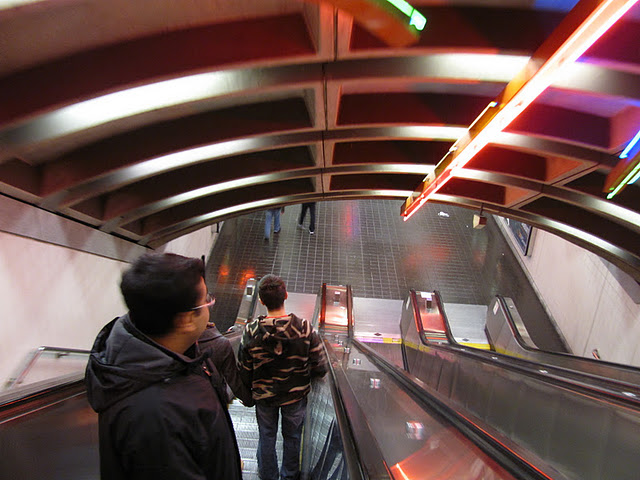
Les escales mecàniques tenen un agafador al lateral perquè els usuaris s'hi agafin.

La seguretat és una de les principals preocupacions en el disseny de les escales mecàniques, ja que són màquines potents amb què es poden enredar la roba i altres objectes. Aquests accidents poden provocar ferides o fins i tot la mort als usuaris. A l'Índia, moltes dones porten sari, cosa que augmenta la probabilitat que s'enredi l'extrem solt de la roba (pallu). Per evitar-ho, a la majoria d'escales mecàniques d'aquest país s'hi incorporen protectors de sari.
Els nens que porten calçat com crocs i xancletes corren un especial risc de quedar atrapats en els mecanismes de les escales. La suavitat del material de la sabata, combinada amb la mida més petita dels peus dels nens, fa que aquest tipus d'accidents siguin especialment comuns.
Les escales mecàniques de vegades disposen de sistemes de protecció contra incendis que inclouen mètodes automàtics de detecció i supressió d'incendis dins el fossat de recollida de pols i enginyeria. Per limitar el perill causat pel sobreescalfament, els espais que contenen motors i engranatges solen incloure ventilació addicional. Sovint s'instal·len en aquestes zones petits sistemes automàtics d'extinció d'incendis amb agents nets. La protecció contra incendis de l'obertura del pis d'una escala mecànica també es proporciona de vegades afegint ruixadors automàtics o persianes ignífugues a l'obertura o instal·lant l'escala mecànica en un espai tancat protegit contra incendis.

### Accidents

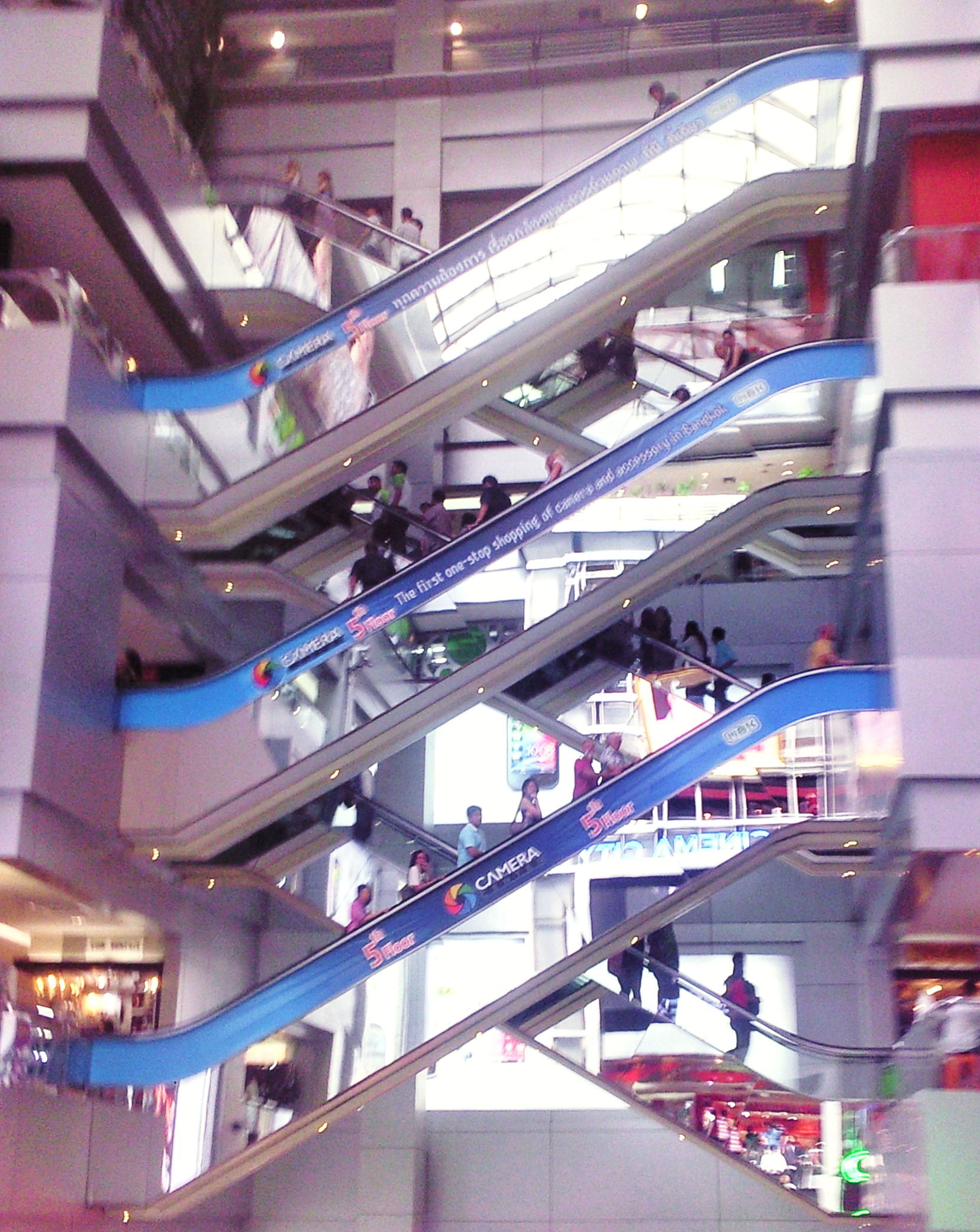
Crisscross layout de les escales mecàniques del Mahboonkrong Center, conegut com a MBK Center, a Bangkok. Aquest tipus de disposició s'utilitza per minimitzar els requisits d'espai estructural "apilant" les escales mecàniques que van en una adreça

#### Incendi de King's Cross

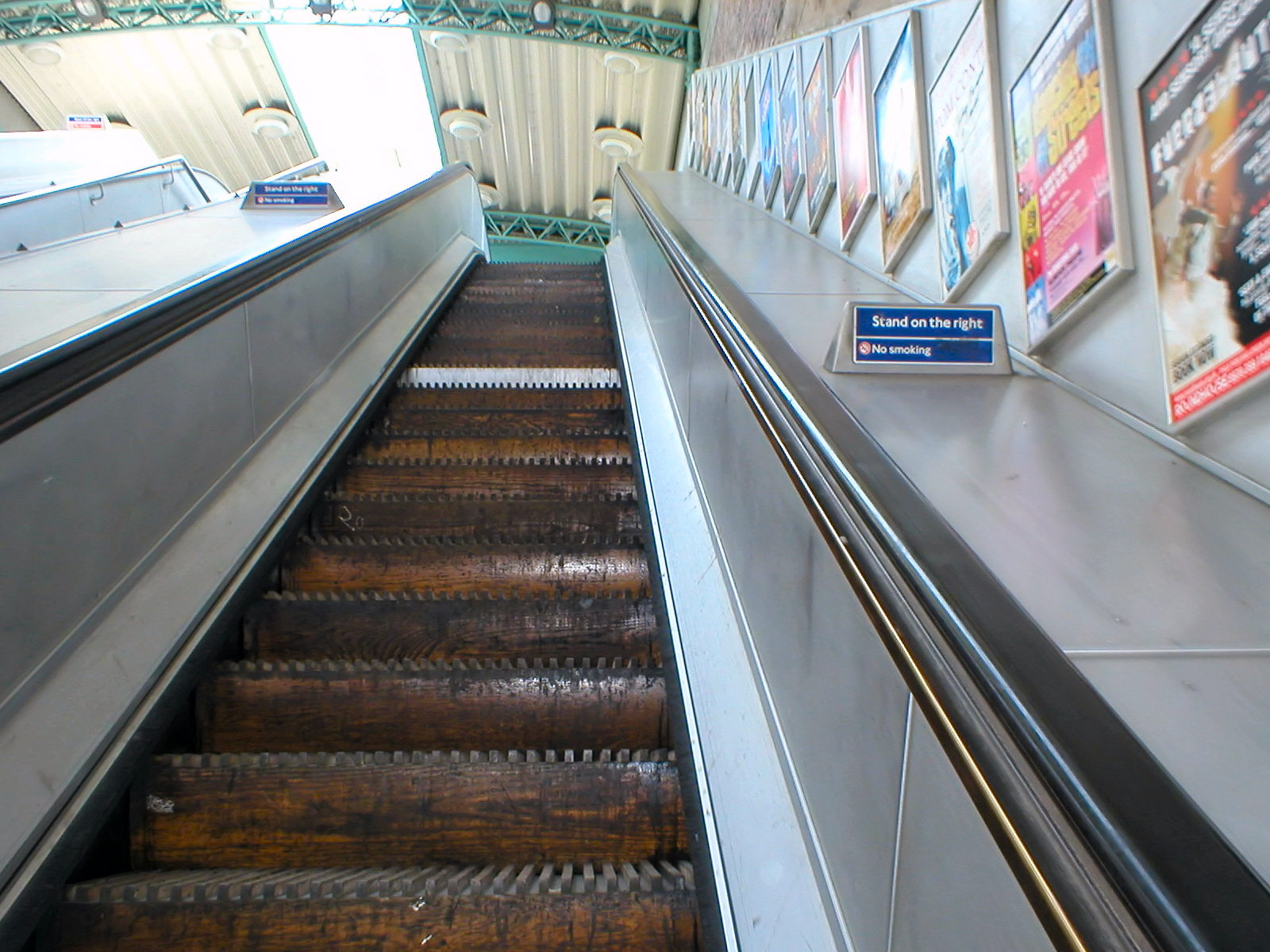
Les últimes escales mecàniques de fusta del metro de Londres van ser retirades de la estació de Greenford (a la imatge el 2006) el 2013.

L'incendi de King's Cross del 1987 va il·lustrar l'exigent manteniment que requerien les escales mecàniques i la propensió d'aquests dispositius a acumular borrissol i altres petits residus quan no es mantenen adequadament. La investigació oficial va determinar que el foc va començar lentament, va cremar gairebé sense ser detectat durant una bona estona i després va explotar al vestíbul de bitllets superior, en un fenomen desconegut fins aleshores i que ara s'anomena efecte trinxera. Als baixos de les escales mecàniques, uns 8.800 quilos de detritus acumulats van actuar amb una acció capil·lar sobre una acumulació de lubricants interiors. La combustió de les xapes de fusta, els anuncis de paper i plàstic, la pintura amb base de dissolvent, el contraxapat del vestíbul de bitllets i la melamina es va sumar a l'impacte de l'incident.
Arran de l'informe es van retirar del servei les antigues escales mecàniques de fusta del metro de Londres. A més, als trams sota terra es va prohibir fumar i, finalment, tot el sistema es va convertir en una zona lliure de fum.

#### Accident de Chongqing
L'octubre del 2015, un dijous al matí, un nen de quatre anys es va asfixiar i va morir en una estació de tren a la ciutat de Chongqing, a la Xina. El nen estava jugant amb la barana d'una escala mecànica quan va caure i va quedar atrapat a sota, amb el pit encaixat entre la part inferior de la barana i el terra.

### Litigis
La dècada de 1930 es va presentar almenys una demanda contra uns grans magatzems al·legant que les seves escales mecàniques suposaven una molèstia atractiva responsable de la lesió d'un nen.

### Legislació

#### Estats Units
Tot i el seu considerable abast, les dues lleis del Congrés relatives a l'accessibilitat (la Llei de Rehabilitació de 1973 dels Estats Units i la Llei d'Americans amb Discapacitats de 1990 (ADA)) no afectaven directament les escales mecàniques ni les seves instal·lacions públiques. Atès que la Secció 504 de la Llei de Rehabilitació incloïa els sistemes de transport públic, durant alguns anys, el Departament de Transport dels Estats Units va considerar dissenys per adaptar les escales mecàniques existents per a l'accés de cadires de rodes. No obstant això, el pla de Foster-Miller Associates de 1980, Modificació de les escales mecàniques per als discapacitats, va ser finalment ignorat en favor de l'augment de les instal·lacions d'ascensors en els sistemes de metre. Així mateix, l'ADA oferia més opcions d'accessibilitat, però excloïa expressament les escales mecàniques com a "mitjans de sortida accessibles", i no advocava ni per la seva eliminació ni pel seu manteniment a les estructures públiques.

### Codis i normativa

Notificació sobre escales mecàniques a Espanya

Als Estats Units i al Canadà, les noves escales mecàniques han de complir les normes ASME A17.1, i les escales mecàniques antigues/històriques han de complir les directrius de seguretat de ASME A17. 3. A Europa, el codi de seguretat de les escales mecàniques és l'EN 115.

## Desenvolupaments Futurs
Futurs desenvolupaments, com la cinta de dues velocitats, actualment en fase de proves, beneficiaran de forma notable a l'usuari reduint els temps de trasllat, sobretot a les grans superfícies o en aeroports on es necessiten grans desplaçaments per anar d'algunes zones a altres.
Actualment hi ha almenys un model, el Turbo Track de ThyssenKrupp  que desplacen de manera horitzontal persones amb velocitat de 2m/s, aconsegueixen temps record en distàncies de fins a un quilòmetre. Amb aquest ritme TurboTrack transporta al seu destí a gairebé 15.000 persones per hora. Hi ha una instal·lació en l'Aeroport de Toronto.

## Cortesia a les escales

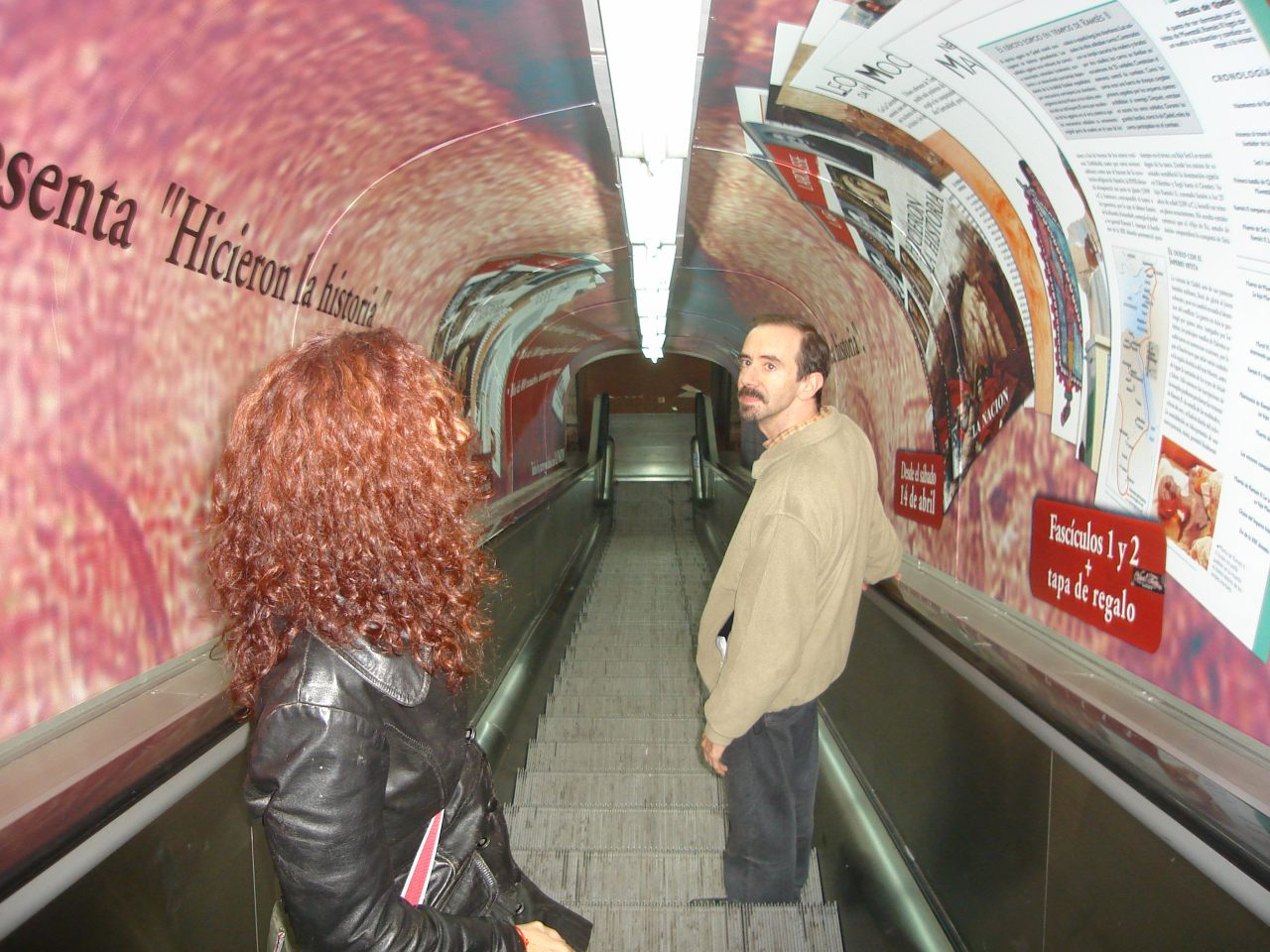
Dues persones emprant una escala mecànica al Subte de Buenos Aires.

La gran quantitat de persones que aflueixen a aquestes instal·lacions requereix una certa cortesia i civisme necessaris per al transport en llocs i recintes tancats. Hi ha una sèrie de normes  no escrites  sota les quals una persona que viatja en aquests mitjans ha d'observar:
- Cediu el pas a les persones que venen per darrere . Per això n'hi ha prou de col·locar-vos a la dreta (o a l'esquerra en alguns països anglosaxons) de l'escala i deixar espai per a altres persones. Amb aquesta acció es deixa un simple passadís mitjançant el qual es permet a les persones que tenen més urgència que puguin avançar, de la mateixa manera s'eviten aglomeracions a les escales que són font potencial de perill a causa de la formació de tumults quan hi ha un problema.
- No aturar-vos en els extrems de l'escala . Avanceu el més ràpid que us sigui possible tant en entrar com en sortir de l'escala mecànica, d'aquesta manera s'eviten aglomeracions de persones en els extrems. Cal tenir en compte que l'aturada d'una persona en l'extrem de la sortida és molt perillós, ja que altres persones van per darrere i es produeixen empentes innecessàriament.
- Camineu amb velocitat constant  En avançar per l'escala mecànica, convé que ho feu de manera constant, evitant caminar ràpid en les fases inicials del tram i més lent (o aturar-se) en les finals. D'aquesta manera s'agilita el trànsit global de persones i no es produeixen aturades a l'entrada de l'escala mecànica.
- Mireu al darrere quan vulgueu avançar . Quan estigueu estàtics en el passamans i vulgueu moure-us, cal que mireu enrere per si ve algú. En aquest cas cal cedir-li el pas. D'aquesta manera s'agilita el trànsit global de l'escala mecànica.
- Per seguretat deixeu un esglaó darrere i un altre davant . Convé pensar en els casos de perill en què es produeixi un tumult que en la majoria de casos es pot evitar si hi ha més espai entre els viatgers.
- Eviteu caminar per una escala aturada (llevat que sigui de moviment automàtic) . Pot començar, el seu moviment inesperat podria causar serioses lesions amb les vores de les escales.
- Estigueu segurs del sentit de la marxa abans d'entrar a l'escala . Per això n'hi ha prou que us fixeu en les indicacions existents arran de terra, just abans d'entrar a l'escala. Apareixen sovint senyals de prohibit, o colors verds si és possible passar o vermells si no és possible.